# Elmar Mäder

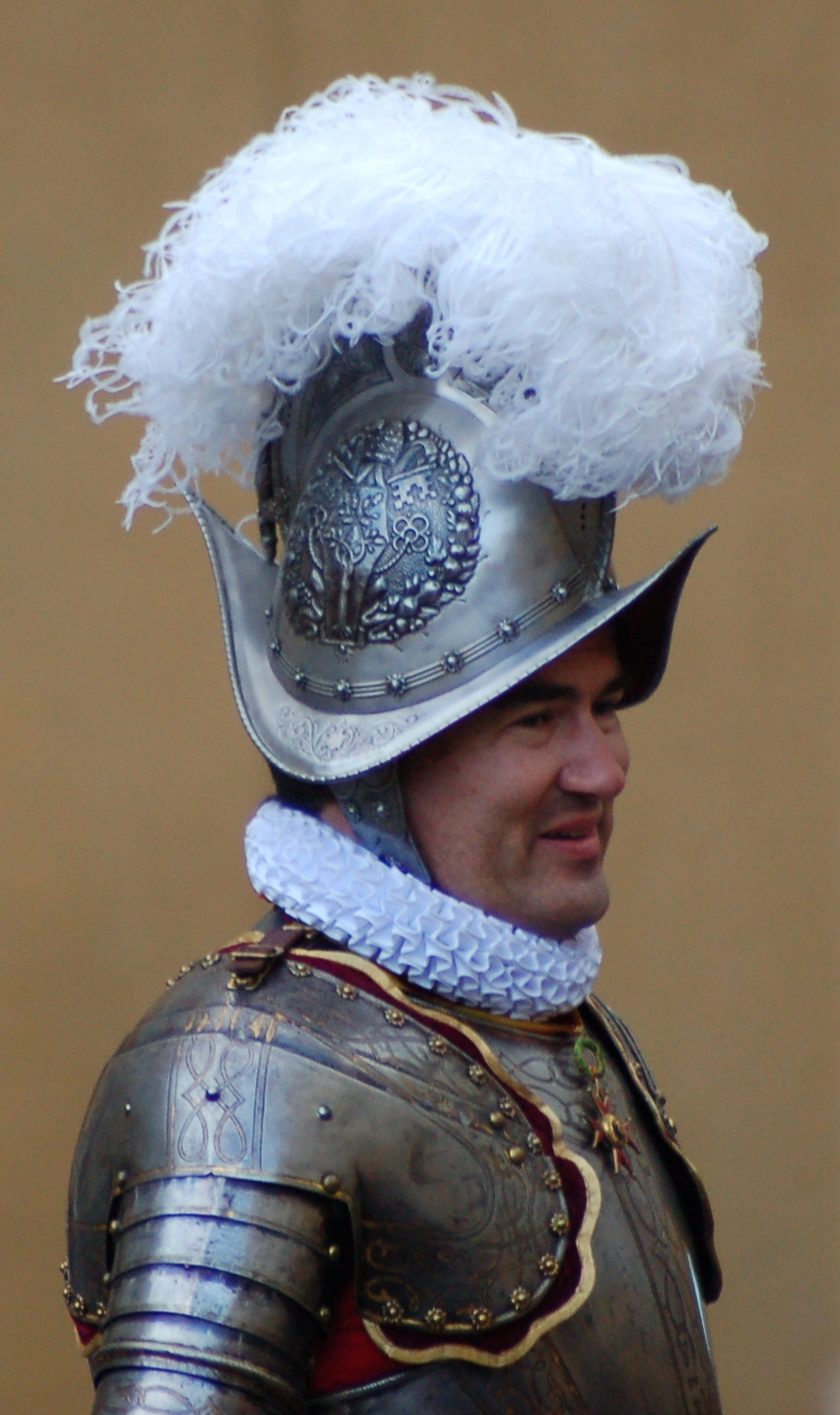
Elmar Theodor Mäder an der Vereidigung 2008

Elmar Theodor Mäder (* 28. Juli 1963 in Henau, Kanton St. Gallen, Schweiz) war von 2002 bis 2008 der 33. Kommandant der Schweizergarde.

## Leben
Aufgewachsen ist er in Zuzwil SG im Kreise von drei Brüdern und einer Schwester. Seine Eltern, Theo und Katharina Mäder, führten dort ein Geschäft für Wursthüllen und Metzgereibedarf. Nach der Primarschule in Zuzwil, der Sekundarschule in Wil SG besuchte er die Kantonsschule in St. Gallen und studierte anschließend an der Hochschule St. Gallen und an der Universität Freiburg i.Ue. Rechtswissenschaft. Im Jahre 1990 schloss er mit dem Lizenziat beider Rechte ab. Anschließend war er außerordentlicher Gerichtsschreiber am Bezirksgericht Wil/SG und ab 1992 selbständiger Treuhänder mit Schwergewicht Steuerberatung, Revision und Konsolidierung von Finanzgesellschaften.
Elmar Mäder ist mit Theresia Blöchliger verheiratet. Das Ehepaar hat vier Kinder. Er ist Mitglied der GV Abbatia Wilensis (Wil), der AKV Alemannia (Freiburg), der AV Bodania (St. Gallen) sowie der Helvetia Romana im Schweizerischen Studentenverein und der KAV Capitolina Rom im CV.
Im Frühjahr 2009 trat er, als Leiter des Schweizer Büros in Zürich, in die hamburgische Prevent AG ein. Seit Sommer 2011 ist er Geschäftsführer der Medical Vision AG im thurgauischen Roggwil.

## Militär und Schweizergarde
In der Schweizer Armee bekleidete er den Rang eines Oberleutnants der Fliegerabwehrtruppen. Elmar Mäder trat 1998 in den Dienst des Vatikans. Am 2. Juni 1998 ernannte ihn Papst Johannes Paul II. zum Vize-Kommandanten der Päpstlichen Schweizergarde, der er schließlich von Ende 2002 bis August 2008 als Kommandant vorstand.
Seine Verbundenheit mit der Schweizergarde und seinem Kommandanten drückte Papst Benedikt XVI. auch damit aus, dass er das vierte Kind von Kommandant Mäder, zusammen mit dreizehn weiteren Kindern, am 7. Januar 2007, am Fest der Taufe des Herrn, in der Sixtinischen Kapelle taufte.
Am 6. März 2008 gab Mäder bekannt, dass er in der Schweiz etwas Neues anfangen wolle.

## Ehrungen und Auszeichnungen
- 2002: Komtur des Päpstlichen Ritterordens des heiligen Gregors des Großen[4]
- Komtur des Ordens vom Hl. Papst Silvester
- Großoffizier des Sacro Militare Ordine di San Giorgio.
- Großoffizierskreuz des Verdienstordens Pro Merito Melitensi mit Schwertern des Souveränen Malteserordens
- Großoffizier des Verdienstordens der Italienischen Republik
- Ritter vom Heiligen Grab zu Jerusalem
- Gentiluomo di Sua Santità (auf Lebenszeit, nach Ablauf der Dienstzeit)[5]